# Салицилова киселина
Салициловата киселина е представител на ароматните монохидроксикарбоксилни киселини. Според номенклатурата на IUPAC, тя е 2-хидроксибензоена.

## История
Салициловата киселина е изолирана за пръв път от кората на бяла върба (Salix alba), откъдето произлиза тривиалното ѝ наименование. От нея северноамериканските индианци са правели лекарства срещу главоболие.

## Състав и строеж
В салициловата киселина – C6H4(OH)COOH – карбоксилната и хидроксилната групи са директно свързани с бензеновото ядро.
Салициловата киселина е сравнително силна. Една от причините е значителната стабилизация на салицилатния йон чрез образуването на вътрешномолекулна водородна връзка между отрицателно заредения O-атом на карбоксилатния йон с фенолната OH-група. Вътрешномолекулната водородна връзка е много здрава, понеже е в цикъл.

## Изомерия
Салициловата киселина има три позиционни изомера: орто-, мета- и пара.

## Физични свойства
Салициловата киселина е безцветно кристално вещество със сладък вкус. Тя се разтваря по-добре в гореща вода, сублимира при слабо нагряване, и декарбоксилира при висока температура.

## Химични свойства
Наличието на две функционални групи (-COOH и -OH), бензеново ядро, както и взаимното им влияние, определят химичните свойства на салициловата киселина и нейната висока реакционноспособност.
Киселинните свойства на салициловата киселина се определят както от карбоксилната, така и от хидроксилната група. Тя взаимодейства с метали, основни оксиди и хидроксиди, като реакциите протичат на два етапа (първо с -COOH групата, а после с -OH групата).

### Естерификация
Естерификацията с алкохоли протича само с карбоксилната група. Фенолната хидроксилна група се естерифицира с оцетен анхидрид. Солите и естерите на салициловата киселина се наричат салицилати и намират широко приложение.
При естерификация на салицилова киселина с оцетна киселина се получава ацетилсалицилова киселина (аспирин).

## Получаване
Един от важните промишлени методи за получаване на салицилова киселина е методът на Колбе – взаимодействие между сух натриев фенолат и CO2 под налягане (P) и при температура 120°-140 °C. Полученият натриев салицилат се обработва със солна киселина, при което се отделя натриев хлорид и се получава салицилова киселина.

## Физиологично действие и приложение
Салициловата киселина има антисептични и бактерицидни свойства, предотвратява протичането на гнилостни процеси и затова се използва като консервант в хранителната промишленост и в домакинството. Нейните производни – естери, соли и други, намират широко приложение в медицината. Особено голямо е приложението на ацетилсалициловата киселина (известна още като аспирин) и фенилсалицилата (лекарството салол).